# Список лауреатов Государственной премии СССР (Башкортостан)

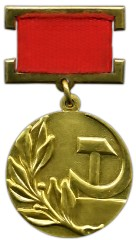

Государственные премии СССР — форма поощрения граждан СССР за выдающиеся творческие достижения в области науки и техники, труде, литературы и искусства. Государственные премии СССР учреждены постановлением ЦК КПСС и Совета Министров СССР от 9 сентября 1966 года.
Лауреатами Государственных премий СССР являются лица, награждённые за выдающиеся достижения в области науки и техники, труде, литературы и искусства. Премии присуждались ежегодно с 1967 в годовщину Октябрьской революции с вручением диплома и нагрудного знака.
Лауреатами Государственных премий являются также лица, которым в 1941—1952 годах присуждена Сталинская премия (установлена пост. СНК СССР 20.12.1939).
Ниже приводится перечень лауреатов Государственной премии СССР из Башкирии по областям деятельности в порядке алфавита в хронологической последовательности присуждения премии.

## Лауреаты Сталинской премии
| Год  | Область деятельности              | Имя                                  | Годы жизни                                                  | Примечания               |
| ---- | --------------------------------- | ------------------------------------ | ----------------------------------------------------------- | ------------------------ |
| 1942 | Строительство                     | Будников, Пётр Петрович              | 1885-1968                                                   | Совм. с С. П. Зориным    |
| 1942 | Строительство                     | Зорин, Сергей Петрович               | 1988-1973                                                   | Совм. с П. П. Будниковым |
| 1946 | Авиационное производство          | Ферин, Михаил Алексеевич             | 1907-1979                                                   |                          |
| 1950 | Нефтедобыча                       | Ефремов, Фёдор Герасимович           | 1906-1972                                                   |                          |
| 1950 | Металлургия                       | Краузе, Геннадий Николаевич          | 02.02.1914, Уфа — 22.08.1980, Колпино Ленинградской области |                          |
| 1951 | Водоснабжение                     | Подлипский, Виктор Александрович     | 1913 — 1973                                                 |                          |
| 1951 | Механика                          | Иванов, Михаил Михайлович            | 1905 — 1974                                                 |                          |
| 1952 | Промышленные технологии           | Голубев, Николай Сергеевич           | 1902-1982                                                   |                          |
| 1951 | Металлургия                       | Красильников, Александр Федорович    |                                                             |                          |
| 1951 | Металлургия                       | Осетров, Петр Петрович               | 1913-1987                                                   |                          |
| 1951 | Электрохимия                      | Соколов, Николай Васильевич          | 1918-1994                                                   |                          |
| 1951 | Нефтехимия                        | Суханкин, Елеферий Исаакович         | 1886-1968                                                   |                          |
| 1951 | Металлургия                       | Туленков, Константин Иванович        | 1908-1978                                                   |                          |
| 1951 | Металлургия                       | Шилкин, Константин Михайлович        | 1901-1976                                                   |                          |
| 1951 | Ученый селекционер                | Стреляева, Лидия Николаевна          | 1902-1987                                                   |                          |
| 1952 | Литература                        | Злобин, Степан Павлович              | 1903-1965                                                   |                          |
| 1946 | Нефтяная промышленность           | Кувыкин, Степан Иванович             | 1903-1974                                                   |                          |
| 1946 | Геология                          | Золоев, Татаркан Магометович         | 1905-1985                                                   |                          |
| 1949 | Нефтехимия                        | Балабанов, Павел Прокопьевич         | 1907-1988                                                   |                          |
| 1949 | Нефтяная промышленность           | Куприянов, Иван Дмитриевич           | 1910-1961                                                   |                          |
| 1949 | Нефтяная и газовая промышленность | Шмарев, Алексей Тихонович            | 1913-1993                                                   |                          |
| 1949 | Нефтедобыча                       | Потюкаев, Михаил Алексеевич          | 1913-?                                                      |                          |
| 1949 | Геолфизика                        | Петропавловский, Сергей Анатольевич  | 1909-1958                                                   |                          |
| 1949 | Область науки и техники           | Ковалёв, Федор Иустинович            |                                                             |                          |
| 1950 | Нефтяная промышленность           | Байрак, Константин Алексеевич        | 1913-1993                                                   |                          |
| 1950 | Область науки и техники           | Кувыкин, Степан Иванович             | 1903-1974                                                   |                          |
| 1950 | Геология                          | Трофимук Андрей Алексеевич           | 1911-1999                                                   |                          |
| 1950 | Нефтехимия                        | Галонский, Павел Петрович            | 1908-1986                                                   |                          |
| 1950 | Геология, нефтедобыча             | Золоев, Татаркан Магометович         | 1905-1985                                                   |                          |
| 1950 | Геология                          | Михайловский, Николай Константинович | 1903-1965                                                   |                          |
| 1950 | Нефтепереработка                  | Ивченко, Евгения Гордеевна           | 1918-2005                                                   |                          |
| 1951 | Ботаника                          | Котов, Михаил Иванович               | 1896 — 1978                                                 |                          |

## За достижения в области науки и техники
| Год  | Область деятельности     | Имя                              | Годы жизни | Примечания |
| ---- | ------------------------ | -------------------------------- | ---------- | ---------- |
| 1973 | Медицина                 | Болдырев, Владимир Михайлович    | 1915-1998  |            |
| 1974 | Авиационное производство | Ферин, Михаил Алексеевич         | 1907-1979  |            |
| 1974 | Авиастроение             | Бойчев, Игорь Николаевич         | 1927-1999  |            |
| 1977 | Геология                 | Каймирасова, Танслу Гималовна    | р. 1923    |            |
| 1978 | Машиностроение           | Палатников, Александр Самойлович | р. 1923    |            |
| 1979 | Машиностроение           | Панков, Гений Викторович         | р. 1924    |            |
| 1980 | Геология                 | Магадеев, Басыр Давлетович       | р. 1933    |            |
| 1980 | Геофизика                | Китманов, Роальд Викторович      | р. 1930    |            |
| 1980 | Нефтедобыча              | Куповых, Петр Николаевич         |            |            |
| 1980 |                          | Тальцов, Владимир Борисович      |            |            |
| 1980 | Нефтедобыча              | Молчанов, Анатолий Александрович | р. 1938    |            |
| 1980 | Геофизика                | Фионов, Алексей Илларионович     | р. 1935    |            |
| 1980 |                          | Сабиров, Равис Лукманович        |            |            |
| 1981 | Химия                    | Абрамович, Семён Шамилович       | р. 1929    |            |
| 1982 | Нефтехимия               | Смородин, Александр Алексеевич   | 1933-2009  |            |
| 1983 | Нефтехимия               | Павлычев, Валентин Николаевич    | р. 1936 г. |            |
| 1983 | Химия                    | Волкова, Маргарита Андреевна     | 1930-2009  |            |
| 1983 | Физика                   | Нигматулин, Роберт Искандерович  | р. 1940    |            |
| 1983 | Нефтехимия               | Султанов, Сагдий Ахмадиевич      | 1922-1992  |            |
| 1984 | строительство            | Полак, Алексей Филиппович        |            |            |
| 1984 | Нефтехимия               | Мухамедов, Феликс Валиевич       |            |            |
| 1954 | Механика                 | Едиханов, Билял Исмагилович      | 1934-2011  |            |
| 1985 | Металлургия              | Кулеша, Вадим Анатольевич        | р. 1932    |            |
| 1984 | Металлургия              | Лихов, Виталий Кузьмич           | р. 1926    |            |
| 1984 | Металлургия              | Филиппов, Анатолий Тимофеевич    | р. 1936    |            |
| 1985 | Металлургия              | Шлёмов, Валерий Николаевич       | р. 1950    |            |
| 1985 | Область науки и техники  | Субаев, Флюр Юсупович            |            |            |
| 1989 | Область науки и техники  | Пантух, Борис Израйлевич         |            |            |
| 1989 | Математика               | Леонтьев, Алексей Федорович      | 1917-1987  |            |
| 1990 | Химия                    | Толстиков, Генрих Александрович  | 1933-1991  |            |
| 1990 | Химия                    | Джемилев, Усеин Меметович        | р. 1946    |            |
| 1991 | Область науки и техники  | Иванов, Георгий Алексеевич       |            |            |
| 1991 | Химия                    | Газизов, Флюс Мирзасалихович     | 1937-2008  |            |
| 1991 | Область науки и техники  | Куликов, Владимир Викторович     |            |            |

## За выдающиеся достижения в труде
| Год  | Область деятельности              | Имя                                | Годы жизни   | Примечания |
| ---- | --------------------------------- | ---------------------------------- | ------------ | ---------- |
| 1975 | Достижения в труде                | Лосев, Михаил Николаевич           | р.1929       |            |
| 1977 | Нефтяник                          | Ихин, Каюм Гимазетдинович          | р. 1931      |            |
| 1977 | Нефтедобыча                       | Басыров, Асхат Гиниятович          | 1927-2012    |            |
| 1977 | Электротехника                    | Зисман, Нафтоли Авзрильевич        | р. 1928      |            |
| 1977 | Металлургия                       | Ахтямов, Исмагил Хамитович         | 1937-2008    |            |
| 1977 | Нефтеразведка                     | Файзуллин, Рашит Гибадуллинович    | 1930-1984    |            |
| 1977 | Строительство                     | Степанов, Евгений Федорович        | 1923-2008    |            |
| 1977 | Химия                             | Рутман, Григорий Иосифович         | 1929-2001    |            |
| 1979 | Энергетика                        | Сабирзянов, Анас Галимзянович      | р. 1934 г.   |            |
| 1979 | Нефтяная и газовая промышленность | Нуркаев, Талип Латыпович           | 1925-1997    |            |
| 1979 | Нефтехимия                        | Никитин, Семён Петрович            | р. 1928      |            |
| 1979 | Комбайнёр                         | Яхин, Риза Хажиахметович           | 1935-1998    |            |
| 1980 | Строительство                     | Шепельков, Виктор Павлович         |              |            |
| 1980 | Сельское хозяйство                | Галиакберов, Ахтям Хуснуллович     | 1930-1990    |            |
| 1981 | Нефтедобыча                       | Самарин, Павел Григорьевич         | р. 1930      |            |
| 1981 | Сельское хозяйство                | Евченко, Василий Акимович          | 1927-2008    |            |
| 1983 | Нефтедобыча                       | Серёгин, Иван Тимофеевич           | 1933-1996    |            |
| 1983 | Лесоводство                       | Фаррахов, Юсуп Тимербулатович      | 1935-1991    |            |
| 1983 | Транспорт                         | Хатимуллин, Ибрагим Вагареевич     |              |            |
| 1983 | Строительство                     | Сатарова, Хамида Валиулловна       | р. 1940      |            |
| 1984 | Нефтедобыча                       | Разова, Фарида Мугалимовна         | р. 1943      |            |
| 1984 | Металлургия                       | Суворова, Анна Сергеевна           | р. 1938      |            |
| 1984 | Тракторист                        | Акбердин, Назмитдин Салахитдинович | р. 1951      |            |
| 1985 | Нефтедобыча                       | Косачёв, Василий Семёнович         |              |            |
| 1985 | Строитель                         | Хабиров, Камиль Шаймуллинович      | р. 1933      |            |
| 1986 |                                   | Исламов, Рашит Сахипкамалович      | 1930-1888    |            |
| 1986 | Нефтедобыча                       | Латыпов, Ахат Фасхутдинович        | р. 1933      |            |
| 1986 | Сельское хозяйство                | Шакирьянов, Маганави Шакирьянович  | Род. 1930 г. |            |
| 1987 | Нефтедобыча                       | Густов, Виталий Павлович           | р. 1949      |            |
| 1987 | Строительство                     | Галлямов, Риф Амирович             | р. 1944      |            |
| 1987 | Лесоводство                       | Ханнанов, Дамир Хабирович          |              |            |
| 1988 | Горное дело                       | Акилов, Фарит Яныбаевич            | р. 1947      |            |
| 1988 | Столяр                            | Абдуллин, Фанил Исмагилович        |              |            |
| 1989 | Нефтяная и газовая промышленность | Аслаев, Нуриман Саитгареевич       | р. 1939 г.   |            |
| 1989 | Механика                          | Попов, Валерий Евгеньевич          | р. 1951      |            |
| 1989 | Лесное дело                       | Султанов, Габит Гафурович          |              |            |
| 1990 | Нефтехимия                        | Миннигулов, Виль Бахтиярович       | р. 1940      |            |
| 1990 | Педагогика                        | Хазанкин, Роман Григорьевич        | р. 1947      |            |

## В области литературы, искусства и архитектуры
| Год  | Область деятельности | Имя                          | Годы жизни | Примечания                              |
| ---- | -------------------- | ---------------------------- | ---------- | --------------------------------------- |
| 1970 | Скульптура           | Тавасиев, Сосланбек Дафаевич | 1894-1974  |                                         |
| 1972 | Литература           | Карим Мустай                 | 1919-2005  |                                         |
| 1978 | Скульптура           | Кутырев, Евгений Иванович    |            | Совм. с Рябичевым Д. Б. Малютиным М. И. |
| 1984 |                      | Полак, Алексей Филиппович    |            |                                         |

См. также Список лауреатов Государственной премии Российской Федерации (Башкортостан)